# Fort Washington (Maryland)
Fort Washington és una concentració de població designada pel cens al Comtat de Prince George's de l'estat de Maryland. Segons el cens del 2000 tenia 23.845 habitants.

## Demografia
Segons el cens del 2000 Fort Washington tenia 23.845 habitants, 8.245 habitatges, i 6.505 famílies. La densitat de població era de 678 habitants/km².
Dels 8.245 habitatges en un 32,1% hi vivien nens de menys de 18 anys, en un 60,4% hi vivien parelles casades, en un 14,1% dones solteres, i en un 21,1% no eren unitats familiars. En el 17,1% dels habitatges hi vivien persones soles el 4,1% de les quals corresponia a persones de 65 anys o més que vivien soles. El nombre mitjà de persones vivint en cada habitatge era de 2,87 i el nombre mitjà de persones que vivien en cada família era de 3,22.
Per edats la població es repartia de la següent manera: un 23,8% tenia menys de 18 anys, un 7,2% entre 18 i 24, un 26% entre 25 i 44, un 32,6% de 45 a 60 i un 10,3% 65 anys o més.
L'edat mediana era de 41 anys. Per cada 100 dones de 18 o més anys hi havia 89,3 homes.
La renda mediana per habitatge era de 81.177 $ i la renda mediana per família de 88.374 $. Els homes tenien una renda mediana de 46.656 $ mentre que les dones 42.450 $. La renda per capita de la població era de 30.871 $. Entorn del 2,8% de les famílies i el 3,7% de la població estaven per davall del llindar de pobresa.

## Poblacions properes
El següent diagrama mostra les poblacions més properes.